# Le Reposoir
Le Reposoir ist eine französische Gemeinde im Département Haute-Savoie in der Region Auvergne-Rhône-Alpes.

## Geographie
Le Reposoir liegt auf 982 m, südwestlich von Cluses, etwa 37 Kilometer südöstlich der Stadt Genf (Luftlinie). Das Bergdorf erstreckt sich in einem Talkessel am Zusammenfluss des Grand Foron und des Petit Foron, in den nördlichen Bornes-Alpen (Teil der Savoyer Alpen) zwischen den Gipfeln der Chaîne du Bargy und der Chaîne des Aravis, im Faucigny.
Die Fläche des 37,36 km² großen Gemeindegebiets umfasst einen Abschnitt der Bornes-Alpen. Das Hauptsiedlungsgebiet bildet der Talkessel von Le Reposoir, in dem die beiden Bergbäche Grand Foron (von Westen) und Petit Foron (von Süden) zusammenströmen und als Foron du Reposoir nach Nordosten durch ein tiefes Tal zur Arve fließen. Der Talkessel ist von dicht bewaldeten Hängen umgeben; oberhalb von rund 1800 m befinden sich ausgedehnte Alpweiden. Im Nordwesten wird das Tal von den Kalkgipfeln der Chaîne du Bargy flankiert, darunter die Pointe Blanche (2437 m) und der Grand Bargy (2299 m). Den südwestlichen und südlichen Talabschluss bilden der Col de la Colombière (1613 m) und die Pointe d’Almet (2231 m). Ganz im Süden reicht der Gemeindeboden bis auf die Pointe Percée, mit 2752 m der höchste Gipfel der Aravis-Kette und damit auch die höchste Erhebung von Le Reposoir. Im Osten verläuft die Grenze über den Grat der Chaîne du Reposoir (in der Pointe d’Areu 2478 m).
Nachbargemeinden von Le Reposoir sind Mont-Saxonnex, Marnaz und Scionzier im Norden, Nancy-sur-Cluses, Magland und Sallanches im Osten sowie Le Grand-Bornand im Süden.

## Geschichte
Die Geschichte von Le Reposoir nahm ihren Anfang im Jahr 1151, als Jean d’Espagne, ein Mönch des Kartäuserordens, in diesem abgelegenen Tal eine Kartause gründete. In der Folgezeit wurde das Tal urbar gemacht, und in der Nähe des Kartause entstand eine Siedlung. Das Kloster war lange Zeit ein wichtiger Pilgerort und wurde im 17. Jahrhundert restauriert. Während der Französischen Revolution wurde es geplündert. Die letzten Mönche mussten das Kloster jedoch erst 1901 verlassen.
Danach wurden die Gebäude in ein Hotel umfunktioniert. Nach erneuten Renovationsarbeiten lebt seit 1932 eine Karmeliterinnengemeinschaft in der Chartreuse du Reposoir.

## Sehenswürdigkeiten

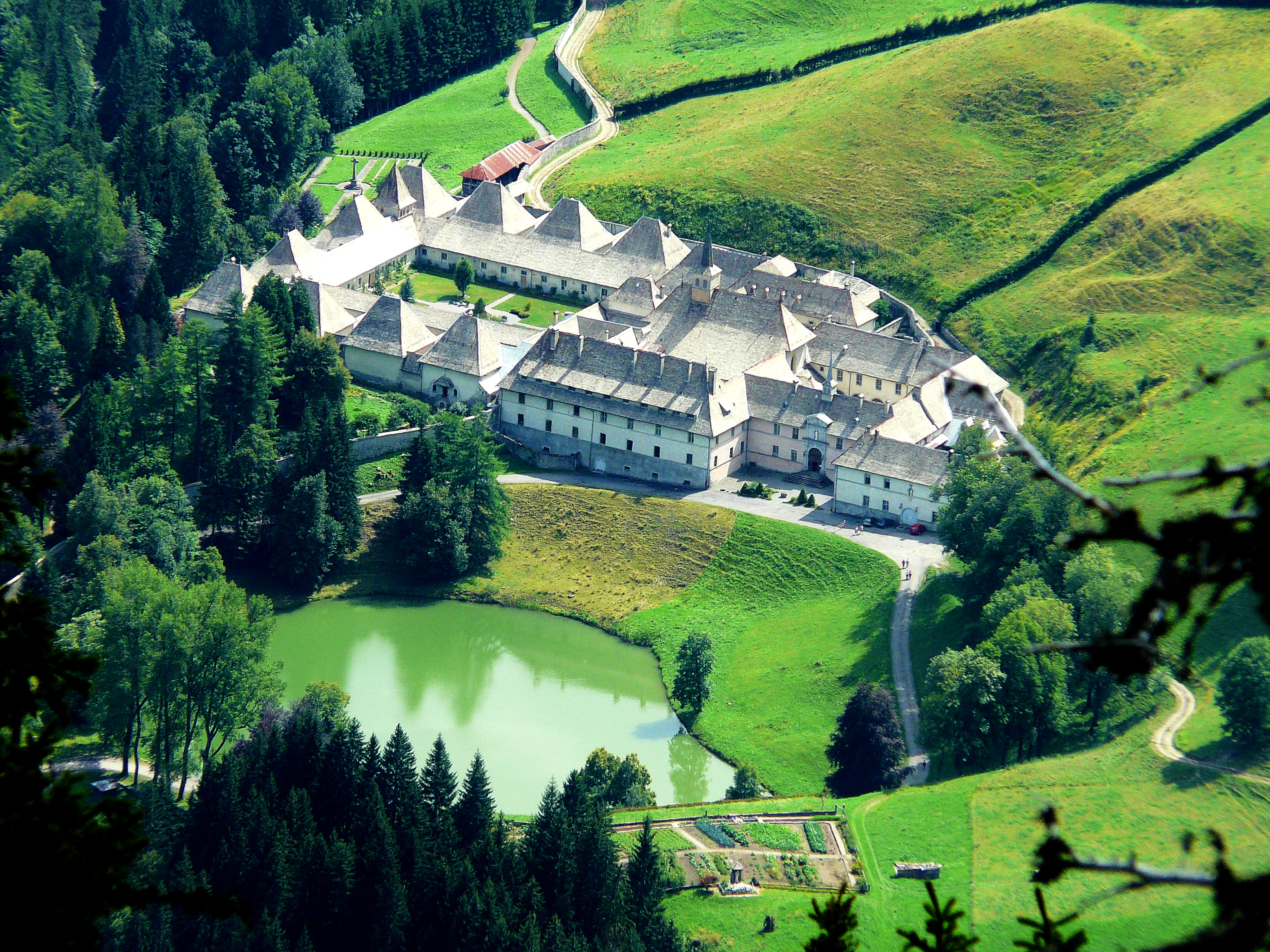
Chartreuse du Reposoir

Die bedeutendste Sehenswürdigkeit ist die Chartreuse du Reposoir. Die Konventsgebäude und der große Kreuzgang stammen aus dem 17. Jahrhundert, der kleine Kreuzgang aus dem 15. Jahrhundert. Ebenfalls im 15. Jahrhundert erhielt die Klosterkirche mit mittelalterlichen Wandmalereien ihre heutige Gestalt; sie wurde im 20. Jahrhundert renoviert.
Die Pfarrkirche Saint-Jean-Baptiste im Dorf Le Reposoir wurde im 19. Jahrhundert errichtet. Auf dem Col de la Colombière steht die Kapelle Notre Dame de l’Assomption, die 1955 erbaut wurde.

## Bevölkerung
| Jahr                       | 1962 | 1968 | 1975 | 1982 | 1990 | 1999 |
| Einwohner                  | 250  | 251  | 212  | 242  | 289  | 375  |
| Quellen: Cassini und INSEE |      |      |      |      |      |      |

Mit 559 Einwohnern (Stand 1. Januar 2022) gehört Le Reposoir zu den kleinen Gemeinden des Département Haute-Savoie. Im Verlauf des 20. Jahrhunderts nahm die Einwohnerzahl aufgrund starker Abwanderung kontinuierlich ab (1901 wurden in Le Reposoir noch 417 Einwohner gezählt). Seit Mitte der 1970er-Jahre wurde jedoch wieder eine deutliche Bevölkerungszunahme verzeichnet.

## Wirtschaft und Infrastruktur
Le Reposoir war bis weit ins 20. Jahrhundert hinein ein vorwiegend durch die Land- und Alpwirtschaft geprägtes Dorf. Heute gibt es verschiedene Betriebe des Kleingewerbes. Hier wird die Käsesorte Reblochon hergestellt. In den letzten Jahrzehnten hat sich Le Reposoir zu einem Ferienort entwickelt und dadurch einen deutlichen wirtschaftlichen Aufschwung erhalten. Die Gemeinde ist sowohl auf den Sommertourismus als auch auf den Wintertourismus (Bergbahnen und Skilifte) spezialisiert.
Die Ortschaft liegt abseits der größeren Durchgangsstraßen an einer Departementsstraße (Routes des Grandes Alpes), die von Cluses über den Col de la Colombière nach Saint-Jean-de-Sixt im Zentrum des Bornes-Massivs führt. Der nächste Anschluss an die Autobahn A40 befindet sich in einer Entfernung von rund 12 km.